# Aldro
Aldrovani Menon (ur. 30 lipca 1972) – brazylijski piłkarz występujący na pozycji napastnika.

## Kariera klubowa
Od 1990 do 2009 roku występował w klubach Matsubara, Yokohama Flügels, NEC Yamagata, Ceará, Ponta Grossa, Juventus, Figueirense, EC Bahia, Sport Recife, EC Juventude, Paulista, Caxias, Glória, Vila Nova, Paysandu SC, Goiás EC, Náutico, 15 de Novembro, Caxias, Itumbiara, Sertãozinho, Santa Helena, Metropolitano, Jataiense, Gurupi i Rio Verde.